# Eumenes peringeyanus
Eumenes peringeyanus är en stekelart som beskrevs av Schulthess 1913. Eumenes peringeyanus ingår i släktet krukmakargetingar, och familjen Eumenidae. Inga underarter finns listade i Catalogue of Life.